# Brutus Kapitoliński
Brutus Kapitoliński – datowana na IV/III wiek p.n.e. rzeźba rzymska wykonana z brązu, przedstawiająca głowę brodatego mężczyzny. Obecnie znajduje się w Muzeach Kapitolińskich w Rzymie.
Rzeźba ma 69 cm wysokości. Przedstawia realistycznie oddaną głowę męską o zindywidualizowanych rysach, umieszczoną obecnie na wykonanym w okresie renesansu popiersiu. Mężczyzna ma wydatne łuki brwiowe i orli nos, na jego twarzy widoczna jest powściągliwość (gravitas), stereotypowa cecha rzymskiego patrycjusza. Tradycyjnie uważa się głowę za portret Lucjusza Juniusza Brutusa, twórcy republiki rzymskiej, choć w rzeczywistości nie ma żadnych przesłanek do takiej identyfikacji.
Rzeźba została odnaleziona w Rzymie na początku XVI wieku, po raz pierwszy wzmiankuje ją w 1549/1550 roku Ulisses Aldrovandi, choć już kilka lat wcześniej Marten Jacobszoon Heemskerk van Veen sporządził jej szkic. W 1564 roku kardynał Rodolfo Pio di Carpi przekazał zabytek miastu Rzym. Od tej pory rzeźba znajduje się na rzymskim Kapitolu, z wyjątkiem lat 1797–1816, kiedy zagrabiona przez Napoleona przebywała w Paryżu.